# Provola silana
La Provola silana es un producto lácteo típico de la región de Calabria, y más precisamente de la zona de la Sila. 

## Características
La Provola Silana es un queso semiduro de cuajada estirada obtenido gracias a la elaboración de la leche de vaca, procedente de las diferentes razas de ganado vacuno criado en la zona y que se distingue por su típica forma definida como ovalada o troncocónica. 
Tiene una corteza fina y muy homogénea, más bien lisa y de un marcado color amarillo pajizo; mientras que internamente la pasta es homogénea a compacta, con muy leves agujeros de color blanco o amarillo muy claro que se intensifican a medida que se alcanza el interior del queso.
Se trata de un queso muy antiguo, que se produce siguiendo los antiguos métodos de procesamiento dentro del territorio que rodea las montañas de Sila - entre 900 y 1400 metros sobre el nivel del mar - entre las provincias de Cosenza, Crotone y Catanzaro y más precisamente entre los municipios de San Giovanni in Fiore, Pedace, Spezzano della Sila, Longobucco, Serra Pedace y Castelsilano. Como en el caso del caciocavallo silano, la provola silana también se produce en otras regiones del sur de Italia, también debido a la tendencia en el pasado de los dueños de los rebaños a "transhumar" distancias muy largas.

## Elaboración
La leche cruda recién ordeñada se filtra y se le añade cuajo. Luego se coagula a una temperatura de unos 37 °C. Una vez firme, se rompe el coágulo para obtener seis pequeños gránulos y se calienta la cuajada hasta 40-45 °C. Después del calentamiento, la cuajada se mantiene agitada para favorecer la deshidratación y se deja reposar en el fondo. En este punto se extrae la cuajada, se deja reposar unos días y luego se centrifuga: las formas así obtenidas se sumergen finalmente en agua fría para favorecer su endurecimiento.